# Kettős élet
A Kettős élet (eredeti cím: Dos Hogares) 2011 és 2012 között vetített mexikói telenovella, amit Emilio Larrosa alkotott. A főbb szerepekben Anahí, Carlos Ponce, Sergio Goyri, Alfredo Adame, Laura León, Jorge Ortiz de Pinedo, Joana Benedek és Olivia Collins látható.
Mexikóban a Canal de las Estrellas 2011. június 27-én, Magyarországon a Zone Romantica 2011. október 24-én mutatta be.

## Cselekmény
Angélica Estrada állatorvos, aki elkötelezett a munkája iránt. Eljegyezte Santiago Ballesterost, egy fiatal és jóképű építészt. Édesanyjával és testvérével, Jorgéval él együtt.
Santiago anyja, az özvegy Patricia Ortiz Monasterio nem kedveli Angelicát, és azt akarja, hogy Santiago Jennifert, Armando Garza lányát vegye feleségül. A másik fia, Claudio jogot tanul. Patricia és Ricardo Valtierra szeretők. Ricardo korábban Yolanda Rivapalacio felesége volt, de elváltak, miután Yolanda megcsalta őt egy férfival.

## Szereplők
| Szereplő                                      | Színész               | Magyar hang                                    |
| --------------------------------------------- | --------------------- | ---------------------------------------------- |
| Angélica Estrada Mejía                        | Anahí                 | Major Melinda                                  |
| Santiago Ballesteros Ortiz                    | Carlos Ponce          | Barabás Kiss Zoltán                            |
| Ricardo Valtierra Correa                      | Sergio Goyri          | Barbinek Péter                                 |
| Patricia Ortiz Monasterio Vda. de Ballesteros | Olivia Collins        | Szórádi Erika                                  |
| Armando Garza Zamudio                         | Alfredo Adame         | Mihályi Győző                                  |
| Don Cristóbal Lagos / Chris Lakes             | Jorge Ortiz de Pinedo | Bolla Róbert                                   |
| Doña Refugio Urbina de Lagos                  | Laura León            | Grúber Zita                                    |
| Yolanda Rivapalacio Sandoval                  | Joana Benedek         | Götz Anna                                      |
| Adela Arizmendi                               | Claudia Álvarez       |                                                |
| Doña Carmela Correa de Valtierra              | Lorena Velázquez      | Bessenyei Emma                                 |
| Martha de Colmenares                          | Yolanda Ciani         | Bessenyei Emma                                 |
| Don Rodrigo Valtierra                         | Rogelio Guerra        | Uri István                                     |
| Darío Colmenares                              | Víctor Noriega        | Laklóth Aladár (1. hang) Maday Gábor (2. hang) |
| Jennifer Garza Larrazábal                     | Malillany Marín       | Ábel Anita                                     |
| Pamela Ramos                                  | Maya Mishalska        | Csampisz Ildikó                                |
| Eleazar Pérez                                 | Carlos Bonavides      | Katona Zoltán                                  |
| Hernán Colmenares                             | Miguel Palmer         | Kertész Péter                                  |
| Filemón                                       | Xorge Noble           | Kertész Péter                                  |
| Amparo Mejía                                  | Silvia Manríquez      | Koffler Gizella                                |
| Gaspar Rincón                                 | Lalo "el Mimo"        | Pálfai Péter (1. hang) Uri István (2. hang)    |
| Enriqueta "Queta" Pérez                       | Maribel Fernández     | Rátonyi Hajni                                  |
| Claudio Ballesteros Ortiz Monasterio          | Abraham Ramos         | Dányi Krisztián                                |
| Cristina Lagos Urbina de Ballesteros          | Gabriela Carrillo     | Molnár Ilona                                   |
| Xóchitl                                       | Mariana Huerdo        | Molnár Ilona                                   |
| Jorge Estrada Mejía                           | José Carlos Femat     | Gubányi György István                          |
| Oscar Lagos Urbina                            | Pablo Magallanes      | Joó Gábor                                      |
| Flor López                                    | Erika García          | Sipos Eszter Anna                              |
| Javier Ortega                                 | Marcus Ornellas       | Markovics Tamás                                |
| Dayana Díaz                                   | Ana Bekoa             | Mezei Kitty                                    |
| Julián Martínez                               | Arturo Vázquez        | Szokol Péter                                   |
| Verónica Larrázabal de Garza                  | Gabriela Goldsmith    | Orosz Helga                                    |
| Braulio                                       | Benjamín Rivero       | Kapácsy Miklós                                 |
| Rodolfo de la Colina                          | Roberto Tello         | Kapácsy Miklós                                 |
| Beatriz Noriega                               | Elizabeth Valdéz      | Szabó Zselyke                                  |
| Mario                                         | Jose Louis Cordero    | Németh Gábor                                   |
| Cornelio Mendoza                              | Sergio Acosta         | Németh Gábor                                   |
| El Jagger                                     | Mundo Siller          | Renácz Zoltán                                  |
| Baldomero Lagos                               | Marco Uriel           | Koncz István                                   |
| Ernesto Rubirosa                              | Manuel Landeta        | Koncz István                                   |
| Julio César Palma                             | Alfredo Alfonso       | Kassai Károly                                  |
| Gardenia                                      | Diana Villa           | Oláh Orsolya                                   |
| Artemio "El Lagarto"                          | Esteban Franco        | Törköly Levente                                |
| Sofía                                         | Dobrina Cristeva      | Kökényessy Ági                                 |
| Abril                                         | Silvia Valdéz         | Kocsis Judit                                   |
| Zulema                                        | Bárbara Gómez         | Kocsis Judit                                   |
| Sergio "El Perico" Portillo                   | Ricardo Barona        | Háda János                                     |